# Nguyễn Văn Bình (doanh nhân)
Nguyễn Văn Bình (sinh ngày 18 tháng 4 năm 1957, quê quán ở xã Thượng Cốc, huyện Gia Lộc, tỉnh Hải Dương) là một doanh nhân và chính trị gia người Việt Nam. Ông từng là đại biểu Quốc hội Việt Nam khóa 12 nhiệm kì 2007-2011, khóa 13 nhiệm kì 2011-2016 thuộc đoàn đại biểu Quốc hội thành phố Hải Phòng. Ông là Uỷ viên Uỷ ban Kinh tế của Quốc hội; Chủ tịch Hội đồng quản trị kiêm Tổng giám đốc Tập đoàn Việt Nhật; Uỷ viên Ủy ban Trung ương Mặt trận Tổ quốc Việt Nam khoá 6 (2004 - 2009); Uỷ viên Ban chấp hành Phòng Thương mại và Công nghiệp Việt Nam (khoá 2008 - 2013, VCCI).

## Tiểu sử
Ông là người dân tộc Kinh, không tôn giáo.
Trình độ chuyên môn: Kỹ sư nông nghiệp, Cử nhân kinh tế: đối ngoại, ngoại thương.
Nghề nghiệp, chức vụ: Uỷ viên Uỷ ban Kinh tế của Quốc hội; Chủ tịch HĐQT kiêm Tổng giám đốc tập đoàn Việt Nhật; Uỷ viên Uỷ ban TW Mặt trận tổ quốc Việt Nam khoá VI (2004 - 2009); Uỷ viên Ban chấp hành Phòng thương mại và công nghiệp Việt Nam (khoá 2008 - 2013, VCCI).
Nơi làm việc: Tập đoàn Việt Nhật, km9, phường Quán Toan, quận Hồng Bàng, thành phố Hải Phòng
Nơi ứng cử: TP Hải Phòng
Đại biểu Quốc hội khoá: XII
Đại biểu chuyên trách: Không
Đại biểu Hội đồng Nhân dân: Đại biểu cấp tỉnh